# خولیو خیمنز
خولیو خیمنز (اسپانیایی: Julio Jiménez‎؛ زادهٔ ۲۸ اکتبر ۱۹۳۴ – ۸ ژوئن ۲۰۲۲) دوچرخه‌سوار اهل اسپانیا بود. وی در مسابقات تور دو فرانس و جیرو دیتالیا شرکت کرده بود.